# Kent County (Delaware)
Kent County je okres ve státě Delaware v USA. K roku 2010 zde žilo 162 310 obyvatel. Správním městem okresu je Dover. Celková rozloha okresu činí 2 067 km².
Okres je pojmenovaný podle tradičního hrabství v jihovýchodní Anglii. Ve statě Maryland je okres se stejným názvem.